# Варфоломеевка (посёлок, Приморский край)
Варфоломе́евка — населённый пункт (посёлок) при станции Варфоломеевка Владивостокского отделения Дальневосточной железной дороги. Расположен в одном километре западнее села Варфоломеевка Яковлевского района Приморского края.
Входит в Варфоломеевское сельское поселение Яковлевского района Приморского края.
| 2001 | 2002  | 2010  | 2019  | 2021  |
| ---- | ----- | ----- | ----- | ----- |
| 1539 | ↘1386 | ↘1286 | ↘1220 | ↘1009 |

## История
1937 год — началось строительство двух аэродромов, железной дороги, складов ГСМ;
1940 год — велось строительство корпусов для ремзавода и двух 2-этажных домов; сформирована в/ч 21238, получившая название 90 САМ (стационарные авиационные мастерские), задачей которых был ремонт авиатехники. Местом дислокации части был г. Спасск-Дальний; 90 САМ переходят на штаты военного времени № 029/35А и пополняются личным
составом, призванным из запаса;
1942 год — авиационные ремонтные мастерские перебазировались на станцию Варфоломеевка;
1946 год — расформирован вернувшийся с фронта ремпоезд, личный состав которого был переведен в мастерские;
1947 год — на 1-й площадке аэродрома организовано предприятие КЭЧ (коммунально-эксплуатационная часть) и образовалось небольшое поселение (хутор);
18 августа 1945 года — создано «Заготзерно по Чугуевскому пункту» — предприятие по переработке зерна;
1946 год — образовалась ТЭК (транспортно-эксплуатационная контора);
1947 год — предприятие переименовано в «Заготзерно по Варфоломеевскому пункту»;
1947 год — открыто предприятие ДЭУ-575 (дорожно-эксплуатационное управление), которое поддерживало состояние дорог, а также заготавливало лес, занималось строительством домов для рабочих;
1947 год — построен клуб;
1950-е годы — открыта школа для детей железнодорожников;
1952 год — создана первая библиотека;
1960-е годы— на ул. Центральной построены больница и почта;
1962 год — выстроен новый клуб;
1963 год — 8-летняя школа получила статус средней Варфоломеевской школы № 2;
1968 год — сооружён обелиск воинской Славы землякам, павшим в боях за Родину в годы Великой Отечественной войны;
1997 год— в/ч 21238 прекратила своё существование (почти одновременно прекратили своё
существование ТЭК и ПАТО);
1998 год — открыто отделение связи.